# فوسو
فوسو (به ایتالیایی: Fossò) یک کومونه در ایتالیا است که در استان ونیز واقع شده‌است.

## خصوصیات
فوسو ۱۰٫۱۱ کیلومترمربع مساحت و ۶٬۶۷۸ نفر جمعیت دارد و ۹ متر بالاتر از سطح دریا واقع شده‌است.